# Wonderful (sång)
"Wonderful" är debutsingeln från den belgiska sångerskan Iris. Den släpptes den 18 november 2011. Singeln fungerar som den första från hennes debutalbum Seventeen. Låten är skriven av Guus Fluit, Wouter Vander Veken och Piet Vastenavondt. Låten tillbringade fem veckor på den belgiska singellistan där den nådde plats 28 som bäst.

## Listplaceringar
| Lista (2011) | Topplacering |
| ------------ | ------------ |
| Belgien      | 28           |